# Elvin Kabat
Elvin Abraham Kabat (1 de septiembre de 1914-16 de junio de 2000) fue un científico biomédico estadounidense y uno de los padres fundadores de la inmunoquímica cuantitativa. Kabat recibió el Premio Louisa Gross Horwitz de la Universidad de Columbia en 1977, la Medalla Nacional de Ciencias en 1991 y el Premio a la Trayectoria de la Asociación Estadounidense de Inmunólogos en 1995. Es el padre de Jon Kabat-Zinn.
Fue presidente de la Asociación Estadounidense de Inmunólogos de 1965 a 1966, miembro de la Academia Nacional de Ciencias y miembro de la Academia Estadounidense de las Artes y las Ciencias. Diseñó el esquema de numeración de Kabat para numerar residuos de aminoácidos en anticuerpos en función de sus regiones variables. En 1969, comenzó a recopilar y alinear las secuencias de aminoácidos de proteínas de Bence Jones humanas y de ratón y cadenas ligeras de inmunoglobulina.

## Trabajo
Mientras trabajaba con Michael Heidelberger en el Colegio de Médicos y Cirujanos de la Universidad de Columbia, estudió la química de los carbohidratos de los antígenos específicos del estado embrionario y los marcadores de los glóbulos blancos. Además, descubrió la base química del sistema de grupos sanguíneos ABO.
Durante la Segunda Guerra Mundial, trabajó para el Comité de Investigación de la Defensa Nacional en el desarrollo de una vacuna contra la meningitis, una prueba precisa de sífilis y detectores para neutralizar la toxina vegetal ricina.
Descubrió la base estructural y genética de la especificidad de los anticuerpos. Después de demostrar que los anticuerpos son gammaglobulinas, utilizó oligosacáridos de diferentes longitudes para interferir con los anticuerpos que intentaban unirse al dextrano sustituto del plasma sanguíneo, estimando con precisión el tamaño y la forma de los sitios de unión de anticuerpos antes del desarrollo de la cristalografía de rayos X.
Durante su carrera, formó parte de paneles asesores del Consejo Nacional de Investigación, la Oficina de Investigación Naval, la Fundación Nacional de Ciencias, la Sociedad Nacional de Esclerosis Múltiple, la Fundación Estadounidense para las Enfermedades Alérgicas, el Centro de Sangre de Nueva York, el Instituto Roche de Biología Molecular, el Institute of Cancer Research, y del Laboratorio Conmemorativo Gorgas, en Panamá. Además, fue miembro del Panel Asesor de Inmunología de la Organización Mundial de la Salud de 1965 a 1989.

## Vida
Los padres de Kabat llegaron a los Estados Unidos desde Europa del Este a finales del siglo XIX, cambiando su apellido de Kabatchnick a Kabat. La bancarrota del negocio de fabricación de ropa de su familia durante la Gran Depresión condujo a las actitudes de pobreza de Kabat hacia los gastos personales y de laboratorio durante toda su vida. Comenzó la escuela secundaria en Nueva York a la edad de 12 años. Se graduó en tres años y comenzó en el City College de Nueva York a la edad de 15 años y se graduó en 1932 con una especialización en química a los 18 años.
En enero de 1933, comenzó a trabajar en el laboratorio de Michael Heidelberger realizando tareas de laboratorio de rutina en el Colegio de Médicos y Cirujanos de la Universidad de Columbia, gracias a la intervención de la esposa de Heidelberger, Nina, quien era una cliente del negocio de ropa de la familia Kabat. Comenzó a trabajar en su Ph.D. en el Departamento de Bioquímica tomando cursos nocturnos para graduarse en sólo cuatro años.
Como parte de una beca posdoctoral financiada por la Fundación Rockefeller, estudió nuevos métodos de ultracentrifugación y electroforesis junto con Arne Tiselius y Kai Pederson en el laboratorio de la Universidad de Upsala, de Theodor Svedberg en Suecia, para investigar la Inmunoglobulina G (IgG). En 1938, regresó a Nueva York para ocupar un puesto como instructor de patología en la Facultad de Medicina de la Universidad Cornell, donde trabajó durante tres años.
Pasó la mayor parte de su carrera como miembro de la facultad del Colegio de Médicos y Cirujanos de la Universidad de Columbia. Contratado como investigador asociado en bioquímica en 1941, se convirtió en profesor asistente de bacteriología en 1946, profesor asociado en 1948 y fue nombrado profesor de Microbiología en 1983, y finalmente se jubiló en 1985. Además de publicar más de 470 artículos y muchos libros de texto mientras estaba afiliado a la Universidad de Columbia, también enseñó al futuro premio Nobel Baruj Benacerraf.
Después de la Orden Ejecutiva 9835 del presidente Harry S. Truman de 1947 que ordenaba evaluaciones leales de todos los empleados federales, el bioquímico sueco James Batcheller Sumner denunció a Kabat por supuestamente ser un simpatizante comunista. Kabat fue despedido de su puesto de investigación en el Hospital de la Administración de Veteranos del Bronx, interfiriendo en su estudio de la localización histoquímica de las enzimas. Además, se le quitó el pasaporte y se le impidió asistir a conferencias internacionales hasta que el Tribunal de Distrito de los Estados Unidos para el Distrito de Columbia dictó sentencia en 1955 en Boudin v. Dulles que los pasaportes no pueden negarse por información no divulgada.
Después de ser seleccionado por los Institutos Nacionales de Salud como becario Fogarty en 1974, continuó realizando investigaciones gubernamentales junto con su enseñanza en la Universidad de Columbia hasta su jubilación en 1985.

## Vida privada
En 1942, Kabat se casó con Sally Lennick, una joven estudiante de arte canadiense. Tuvieron tres hijos, uno de los cuales es el desarrollador estadounidense de la reducción del estrés basada en la atención plena (MBSR), Jon Kabat-Zinn. Desde 2001, las familias de Michael Heidelberger y Kabat han trabajado con el Departamento de Microbiología e Inmunología de la Universidad de Columbia para organizar anualmente una Conferencia de Inmunología Heidelberger-Kabat.